# Megève
Megève ist eine französische Gemeinde mit 2927 Einwohnern (Stand 1. Januar 2022) im Département Haute-Savoie in der Region Auvergne-Rhône-Alpes.
Megève ist ein Wintersportort in den Savoyer Alpen.

## Wintertourismus
Der Wintertourismus nahm 1913 seinen Anfang. Der Aufschwung begann im Jahr 1921, als Baron Maurice de Rothschild das erste Hotel der Luxusklasse am Mont d’Arbois eröffnete, nachdem seiner Frau Noémie St. Moritz in der Schweiz ab 1916 als Wintersportort nicht mehr zugesagt hatte, weil dorthin auch die deutschen Feinde des Weltkriegs kamen. Der belgische König Albert I. kehrte dort ein. In den 1950er-Jahren war Megève eines der beliebtesten Skigebiete Europas und zog zahlreiche Prominente an.
Neben Megève selbst umfasst das Skigebiet die Orte Combloux und Côte 2000. Es reicht bis auf eine Höhe von 2350 m. Megève unterhält eine Städtepartnerschaft mit Oberstdorf im Allgäu.
Die eigentliche Handlung des Films Charade beginnt in Megève. Baron Rothschild wird in diesem kurz erwähnt.

## Verkehr
In Megève gibt es einen Gebirgsflughafen, den Altiport de Megève.

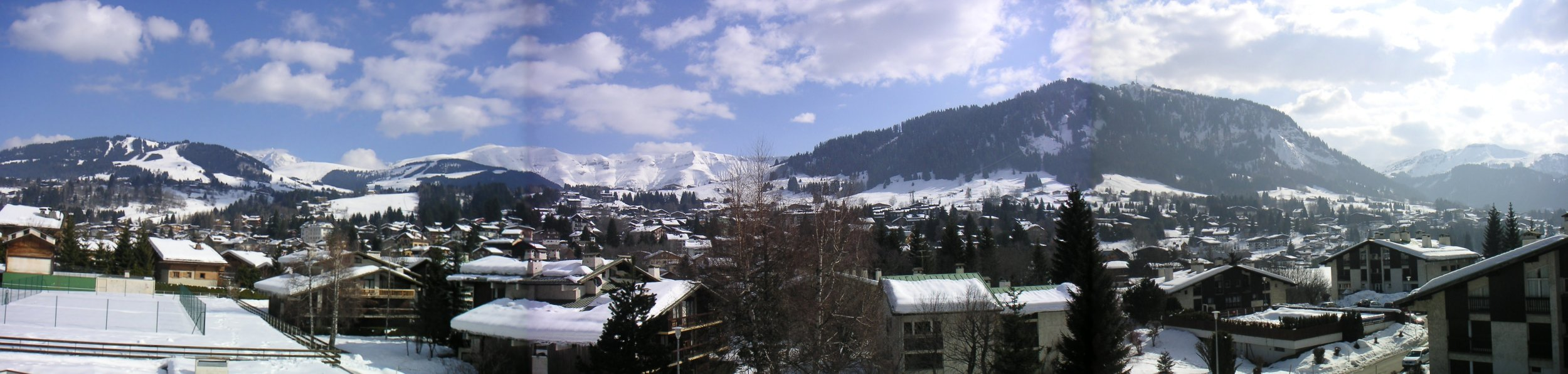
Panorama von Megève

## Persönlichkeiten
Söhne und Töchter:
- Georg Muffat (1653–1704), deutsch-französischer Komponist und Organist des Barock
- Émile Allais (1912–2012), Skirennläufer
- Paul Guichonnet (1920–2018), Historiker und Geograph
- Adrien Duvillard (1934–2017), Skirennläufer
- Henri „Dudu“ Duvillard (* 1947), Skirennläufer
- Catherine Quittet (* 1964), Skirennläuferin
- Adrien Duvillard (* 1969), Skirennläufer
- Cédric Vallet (* 1971), Skilangläufer

Personen mit Beziehung zur Stadt:
- Georges Gimel (1898–1962), Maler; in Megève verstorben
- Emmanuel Renaut (* 1968), Dreisternekoch mit Restaurant in Megève

## Einzelbelege
1. ↑  Palombo: Megève, un village alpin. In: 123 SAVOIE. 2007, abgerufen am 16. April 2023 (französisch).